# Торговиця (Отинійська селищна громада)
Торго́виця — село в Україні, в Отинійській селищній громаді Коломийського району Івано-Франківської області.

## Географія
Селом протікає річка Торгова.

## Історія
У 1934—1939 рр. село входило до об'єднаної сільської ґміни Тарновіца Польна Тлумацького повіту.
У 1939 році в селі проживало 1 790 мешканців, з них 1 750 українців-грекокатоликів, 20 українців-римокатоликів і 20 євреїв
За даними облуправління МГБ у 1949 р. в Отинійському районі підпілля ОУН найактивнішим було в селах Грушка і Торговиця.

## Пам'ятки
- Церква Архистратига Михаїла, дерев'яна[3], 1906 р. належить до Коломийської єпархії УПЦ КП. Настоятель протоієрей Тарас Мойсюк.
- 22 грудня 2014 року Преосвященний єпископ Коломийський і Косівський Юліан освятив каплицю зі скульптурним зображення Пресвятої Богородиці, поставленої в пам'ять про вбитого воїна Петра Остап'юка.
- Пам'ятка про односельчанин, які боролисьза визволенні за країну (II Світова війна)

## Пам'ятки природи
- Облоги (заповідне урочище)
- Плоски-1 (заповідне урочище)
- Плоски-2 (заповідне урочище)

## Священики
о. Михайло Кавецький (1779—1832 р.)
о. Ксаверій Кропельницький (1808—1874 р.), парох в 1835?—1839
о. Василь Коритовський (1809—1874 р.), парох в 1840—1874
о. Северин Ступницький
о. Петро Тимофійчук (1898—1986 р.), с. Вовчківці
о. Микола Гринюк, м. Коломия
о. Іван Мороз, с. Чорнолізці
о. Ігор Митник, с. Чорнолізці
о. Віктор Шица, с. Рудники
о. Тарас Мойсюк, (24.10.1977) м. Коломия
о. Олег Віжга, м. Івано-Франківськ

## Відомі люди
- Остап'юк Петро Володимирович (1988—2014) — колишній беркутівець, який загинув під час антитерористичної операції на Сході України.